# Herman z Alaski
Herman (ur. 1757 w Sierpuchowie, zm. 13 grudnia 1837 na wyspie Spruce) – święty mnich prawosławny, rosyjski misjonarz na Alasce.

## Życiorys

### Życie monastyczne w Rosji
Pochodził z rodziny kupieckiej. Mając 16 lat wstąpił do skitu Trójcy Świętej i św. Sergiusza z Radoneża pod Petersburgiem, podległego Ławrze Troicko-Siergijewskiej. Po upływie pięciu lat, pragnąc prowadzić jeszcze surowszy tryb życia, przeniósł się do monasteru Wałaam, będąc jeszcze nowicjuszem. Tam, z błogosławieństwa igumena Nazariusza podjął życie pustelnicze w lesie. Z innymi zakonnikami spotykał się tylko w czasie wielkich świąt. Wyjątkiem był przełożony klasztoru, a zarazem duchowy ojciec mnicha Hermana.
Po piętnastu latach samotnej ascezy mnich Herman postanowił podjąć pracę misjonarza. W 1793 dołączył do rosyjskiej misji prawosławnej na Alasce i Aleutach, z centrum na wyspie Kodiak, której naczelnikiem był archimandryta Joazaf (Bołotow), inny dawny mnich monasteru wałaamskiego, a do której należał również inny przyszły święty Juwenaliusz z Alaski. Po dotarciu na Alaskę mnich Herman został wyznaczony do pracy w piekarni i do wykonywania innych prac gospodarskich. Razem z innymi misjonarzami pracował również nad wzniesieniem cerkwi i budynków mieszkalnych.
W 1799 podniesiony do godności biskupiej Joazaf zginął w czasie burzy morskiej razem z grupą towarzyszących mu mnichów. Herman, który pozostał na lądzie, podjął pracę misyjną na nowo, mając za pomocnika tylko jednego zakonnika – mnicha Gedeona z Ławry św. Aleksandra Newskiego. Wspólnie urządzili szkołę przy cerkwi. W 1807 mnich Gedeon porzucił pracę misjonarską i Herman od tej pory działał samotnie. Mimo osiągania sukcesów w pracy misyjnej przez całe życie odmawiał przyjęcia godności archimandryty, nie czuł się również godny zostania hieromnichem. 
Według wspomnień współczesnych mnich Herman odznaczał się nadzwyczajną skromnością, dobrocią i cierpliwością. Osobiście pielęgnował chorych mieszkańców Alaski, występował w ich obronie przed kolonizatorami. Przypisywano mu również zdolność czynienia cudów (zatrzymywanie pożarów i przypływów za pomocą ikony Matki Bożej). 
Zmarł 13 grudnia 1837. Na miejscu jego grobu wzniesiona została niewielka drewniana cerkiew świętych Sergiusza i Hermana Wałaamskich. Przed śmiercią mnich miał przepowiedzieć, że jego pogrzeb będzie musiał zostać przełożony z braku kapłana, zaś wierni prawosławni w Rosji dowiedzą się o jego działalności dopiero po kilkudziesięciu latach. Słowa te okazały się prawdziwe.
Herman z Alaski jest otoczony szczególnym kultem w Kościele Prawosławnym w Ameryce, który kanonizował go w 1970 i ogłosił patronem wiernych prawosławnych żyjących w Ameryce Północnej. Ku czci mnicha co roku 9 sierpnia organizowana jest pielgrzymka do jego dawnej pustelni na wyspie Spruce.